# Silvesterberg
Der Silvesterberg ist ein 1040 m hoher Berg an der Oates-Küste des ostantarktischen Viktorialands. In den Bowers Mountains ragt er südlich des Mount Belolikov auf.
Wissenschaftler der deutschen Expedition GANOVEX III (1982–1983) benannten ihn nach dem Datum der Erstbesteigung.